# Pieter de Geus
Pieter Boudewijn Richard de Geus (Rotterdam, 23 februari 1929 – Maassluis, 5 mei 2004) was een Nederlands christendemocratisch politicus. Hij was minister van Defensie in het kabinet-Van Agt I.
Pieter de Geus werd geboren in Rotterdam. In 1949 kwam hij in dienst van de Koninklijke Marine, waar hij zeeofficier werd. In het begin van de jaren 60 verruilde hij de zee voor het vasteland. De Geus werd ambtenaar en later bedrijfseconoom bij achtereenvolgens de Marinestaf en de Koninklijke Marine. In 1970 werd hij namens de CHU lid van de gemeenteraad van Maassluis. In 1976 trad hij in dienst van het Ministerie van Defensie, waar hij uiteindelijk directeur-generaal economie en financiën werd.
Op 25 augustus 1980 werd hij benoemd tot minister van Defensie. Dit zou hij blijven tot 11 september 1981. Als minister was hij fel gekant tegen eenzijdige wapenvermindering door het Westen.
Na zijn aftreden als minister was Pieter de Geus enige tijd ambteloos burger. Van 1982 tot 1984 was hij directeur-generaal van de Statistiek Europese Gemeenschappen in Luxemburg. Hierna werd hij lid van de Raad van Bestuur van TNO.
In 1984 promoveerde Pieter de Geus in de politicologie op een proefschrift over "De Nieuw-Guineakwestie". Pieter de Geus is geen familie van  
Aart Jan de Geus.
- Biografisch Portaal: 25079098
- Gemeinsame Normdatei: 172539714
- International Standard Name Identifier: 0000 0000 3724 2565
- Library of Congress Control Number: n84194964
- Nederlandse Thesaurus van Auteursnamen: 07008016X
- Parlement.com: vg09llmyz6z1
- Système universitaire de documentation: 145157687
- Virtual International Authority File: 218603650
- WorldCat: E39PBJgRWKYKH3xcjWYQQQvCQq